# Incontro Isner-Mahut del torneo di Wimbledon 2010

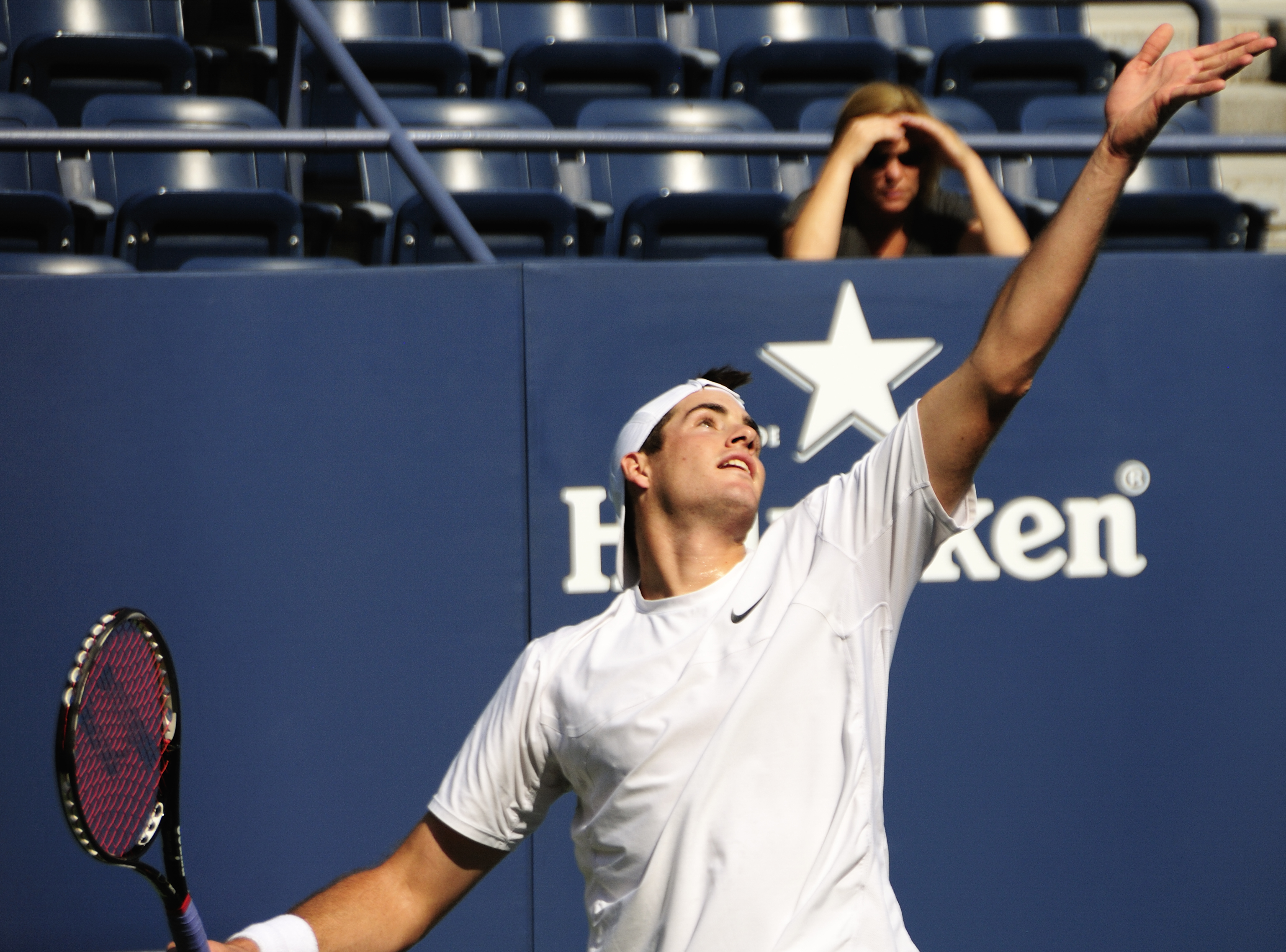
John Isner

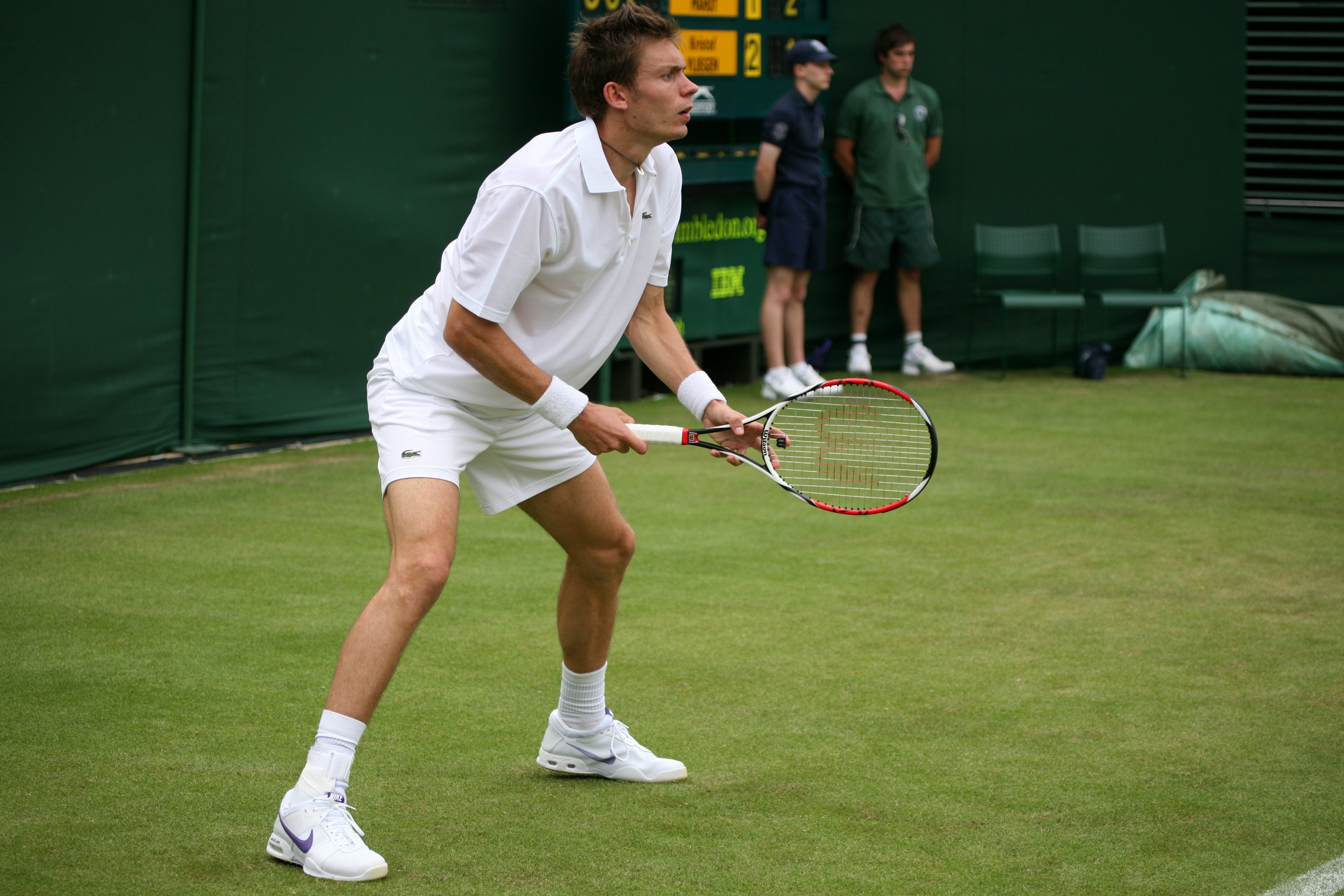
Nicolas Mahut

L'incontro tra John Isner e Nicolas Mahut è stato giocato nel primo turno del torneo di Wimbledon 2010, dal 22 al 24 giugno.
Durato 11 ore e 5 minuti, è stato il match professionistico più lungo della storia del tennis.

## Prima dell'incontro
Nicolas Mahut nel giugno 2010 era classificato al centoquarantottesimo posto nel ranking ATP, una posizione troppo bassa per accedere al tabellone principale del torneo londinese. Partecipa quindi alle qualificazioni con la testa di serie numero ventisette. Nel secondo turno supera Alex Bogdanović con il punteggio 3-6, 6-3, 24-22 e nell'ultimo turno sconfigge Stefan Koubek in cinque set in rimonta, con il risultato finale di 6(8)–7, 3–6, 6–3, 6–4, 6–4.

## La partita

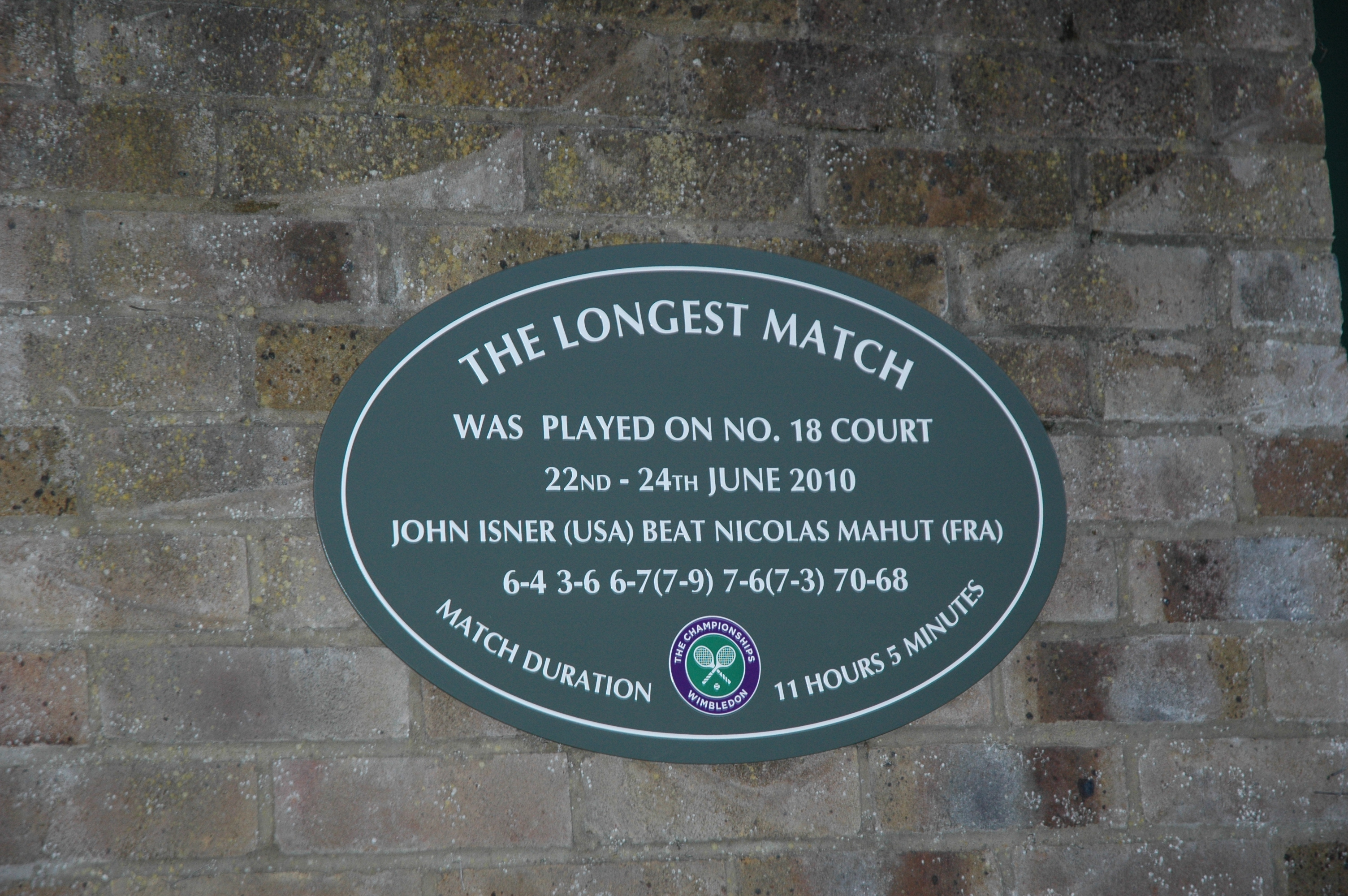
La placca appesa in onore dei due tennisti

### Primo giorno
I due protagonisti entrano sul campo 18 il 22 giugno alle 18:18. I primi due set scorrono velocemente con una durata di circa mezz'ora l'uno, il primo vinto dall'americano 6–4 e il secondo dal francese 6–3. Il terzo set risulta più combattuto concludendosi al tie-break per 7–6(7) in favore di Mahut, che si porta in vantaggio per due set a uno. Nel quarto la durata aumenta ancora, superando l'ora, e per la seconda volta si decide tutto al tie-break, questa volta 7–6(3) in favore dello statunitense che pareggia i conti. A questo punto il match viene sospeso alle 21:03 per la troppa oscurità sul campo.

### Secondo giorno
Il quinto set inizia il 23 giugno alle 14:07 e, dopo più di sette ore con i due avversari in parità di games per 59–59, viene sospeso nuovamente per oscurità alle 21:10. Nella giornata hanno superato il record di match più lungo nella storia del tennis sia per numero di game giocati che per tempo effettivo in campo. Si sono dati cambio sul campo ben cinque team diversi di raccattapalle mentre il giudice di sedia, Mohamed Lahyani, è rimasto al suo posto per tutte le sette ore di gioco.

### Terzo giorno
Visto il gran numero di record superati, diversi addetti ai lavori, tra i quali John McEnroe che segue il torneo quale commentatore, propongono di concedere ai due tennisti l'onore di giocare sul campo centrale. La richiesta non viene accolta, e per il terzo giorno consecutivo Isner e Mahut si ritrovano sul campo 18. Il match riprende dal 59 pari alle 15:42 Dopo aver vinto il game del 60–59, John Isner raggiunge il centesimo ace nella partita e quindici minuti dopo, sul 62–62, lo fa anche il francese. Superate undici ore in totale, al suo quinto match point Isner vince con il punteggio finale di 6–4, 3–6, 6(7)–7, 7–6(3), 70–68.

## Dopo l'incontro
Al termine dell'incontro, Tim Henman e Ann Haydon-Jones hanno consegnato ad entrambi un riconoscimento speciale da parte dell'All England Club. Inoltre, il club ha posto una speciale placca commemorativa del match nel campo 18.
Mahut ha donato i ricordi del match al museo della International Tennis Hall of Fame.
In qualità di vincitore, Isner è avanzato al secondo round, dove ha incontrato Thiemo de Bakker il 25 giugno alle 12:00 sul campo 5. Il match era inizialmente programmato per il giorno prima. Anche de Bakker aveva avuto un primo round molto lungo, finito 16–14 al quinto set, ma aveva comunque avuto un giorno di riposo in più. Isner ha perso per 0–6, 3–6, 2–6 in soli 74 minuti; è stato il match più breve a Wimbledon fino a quel momento, e Isner ha avuto più volte bisogno dell'intervento medico per problemi al collo e alle spalle.
Doveva giocare anche il doppio insieme a Sam Querrey il 24 giugno, contro Michał Przysiężny e Dudi Sela, ma il match, inizialmente posticipato anch'esso al giorno dopo, non si è giocato in quanto Isner si è ritirato per problemi ai piedi.
Mahut ha invece giocato il suo incontro di doppio (con Arnaud Clément contro Colin Fleming e Ken Skupski) la sera del 24 giugno, sempre sul campo 18. Il match è stato sospeso dopo il primo set, vinto da Fleming/Skupski. Per problemi di incastri con altri match, l'incontro è ripreso solo il 26 giugno sul campo 14, e Fleming/Skupski hanno vinto 7–6, 6–4, 3–6, 7–6.
Isner e Mahut si sono reincontrati anche al primo turno del torneo di Wimbledon l'anno successivo; ha vinto ancora Isner, stavolta più rapidamente, in 2 ore e 3 minuti, con il punteggio di 7–6, 6–2, 7–6. Curiosamente tutti e quattro i precedenti tra Isner e Mahut si sono svolti su erba, con un bilancio di 3-1 per l'americano (statistiche aggiornate al 20 aprile 2020).

## Il punteggio

### Primo giorno
|                   | 1 (32') | 2 (29') | 3 (49') | 4 (64') | 5 (-) |
| ----------------- | ------- | ------- | ------- | ------- | ----- |
| Nicolas Mahut (Q) | 4       | 6       | 79      | 63      | -     |
| John Isner (23)   | 6       | 3       | 67      | 7       | -     |

### Secondo giorno
|                   | 1 (-) | 2 (-) | 3 (-) | 4 (-) | 5 (424') |
| ----------------- | ----- | ----- | ----- | ----- | -------- |
| Nicolas Mahut (Q) | -     | -     | -     | -     | 59       |
| John Isner (23)   | -     | -     | -     | -     | 59       |

### Terzo giorno
|                   | 1 (-) | 2 (-) | 3 (-) | 4 (-) | 5 (67') |
| ----------------- | ----- | ----- | ----- | ----- | ------- |
| Nicolas Mahut (Q) | -     | -     | -     | -     | 9       |
| John Isner (23)   | -     | -     | -     | -     | 11      |

### Totale
|                   | 1 (32') | 2 (29') | 3 (49') | 4 (64') | 5 (491') |
| ----------------- | ------- | ------- | ------- | ------- | -------- |
| Nicolas Mahut (Q) | 4       | 6       | 79      | 63      | 68       |
| John Isner (23)   | 6       | 3       | 67      | 7       | 70       |

## Statistiche della partita
| 22-24 giugno 2010 Durata:11h 5' 1º turno singolare maschile | John Isner | 3 – 2 6–4, 3–6, 6(7)–7, 7–6(3), 70–68 | Nicolas Mahut | Court No. 18, Wimbledon Giudice di sedia: Mohamed Lahyani |

|     |                         |     |  |
| 74% | Prime di servizio       | 67% |  |
|     |                         |     |  |
| 10  | Doppi falli             | 21  |  |
|     |                         |     |  |
| 52  | Errori gratuiti         | 39  |  |
|     |                         |     |  |
| 246 | Vincenti                | 244 |  |
|     |                         |     |  |
| 113 | Aces                    | 103 |  |
|     |                         |     |  |
| 81% | Vincenti 1ª di servizio | 87% |  |
|     |                         |     |  |
| 63% | Vincenti 2ª di servizio | 61% |  |
|     |                         |     |  |
| 478 | Punti totali            | 502 |  |
|     |                         |     |  |
|     |                         |     |  |

## Cronologia
Gli orari sono quelli dell'Europa centrale (UTC+1).

### Martedì 22 giugno 2010
- 18:13 – Il match comincia.
- 21:07 – Il match viene sospeso per oscurità sul punteggio di 2 sets pari dopo il IV set.

### Mercoledì 23 giugno 2010
- 14:05 – Il match riprende
- 17:45 – Il match batte il record del match più lungo della storia.
- 21:13 – Il match viene sospeso per il secondo giorno consecutivo sul punteggio di 59–59 nel V e decisivo set.

### Giovedì 24 giugno 2010
- 15:40 – Il match riprende sul campo 18.
- 16:48 – Il match termina con la vittoria di John Isner, che vince all'ultimo set 70–68. Il match è durato 11 ore e 5 minuti.

## Record battuti
- 11h 5min: match più lungo della storia del tennis (classifica: 6h 43min nel match Leonardo Mayer-João Souza in Argentina-Brasile di Coppa Davis nel 2015, 6h 36min nel match Kevin Anderson-John Isner a Wimbledon nel 2018, 6h 33min nel match Fabrice Santoro-Arnaud Clément al Roland Garros nel 2004, 6h 22min nel match John McEnroe-Mats Wilander nella Coppa Davis nel 1982, 6h 21min nel match Boris Becker-John McEnroe nella Coppa Davis nel 1987, 6h 15 min nel match José Luis Clerc-John McEnroe in Coppa Davis nel 1980, 6h 5min nel match Lorenzo Giustino-Corentin Moutet al Roland Garros nel 2020).
- 183 game: maggior numero di game giocati (precedente: 112 game nel match Pancho Gonzales-Charlie Pasarell 22–24, 1–6, 16–14, 6–3, 11–9 nel 1969).
- 216 ace: 113[12] di John Isner + 103 di Nicolas Mahut (precedente: 96 ace nel match Ivo Karlović-Radek Štěpánek di cui 78 di Karlović e 18 di Stepanek).
- 8h 11min: set più lungo della storia.
- 138 game: set con il punteggio più alto (precedente: 48 game nel match John Newcombe-Marty Riessen allo US Open nel 1969).

## Il black-out del tabellone
Durante la seconda giornata il tabellone dei punteggi è rimasto bloccato sul 47–47, dopodiché si è spento. I programmatori IBM hanno comunicato che era stato programmato per un massimo di 47–47, ma che avrebbero corretto il problema per il giorno successivo. Il tabellone online del sito ufficiale è durato giusto un po' di più: sul 50–50 si è resettato a 0–0. Un messaggio rivolto agli utenti dalla pagina ufficiale del torneo di Wimbledon su Facebook recitava: "Please add 50 to the Isner/Mahut game score" (siete pregati di aggiungere 50 al punteggio di Isner e Mahut). Un programmatore IBM ha lavorato sul sistema di punteggio computerizzato fino alle 23:45 per avere i punteggi corretti il giorno seguente, ma dopo altri 25 game si è avuto ugualmente un malfunzionamento.